# Pampus (eiland)

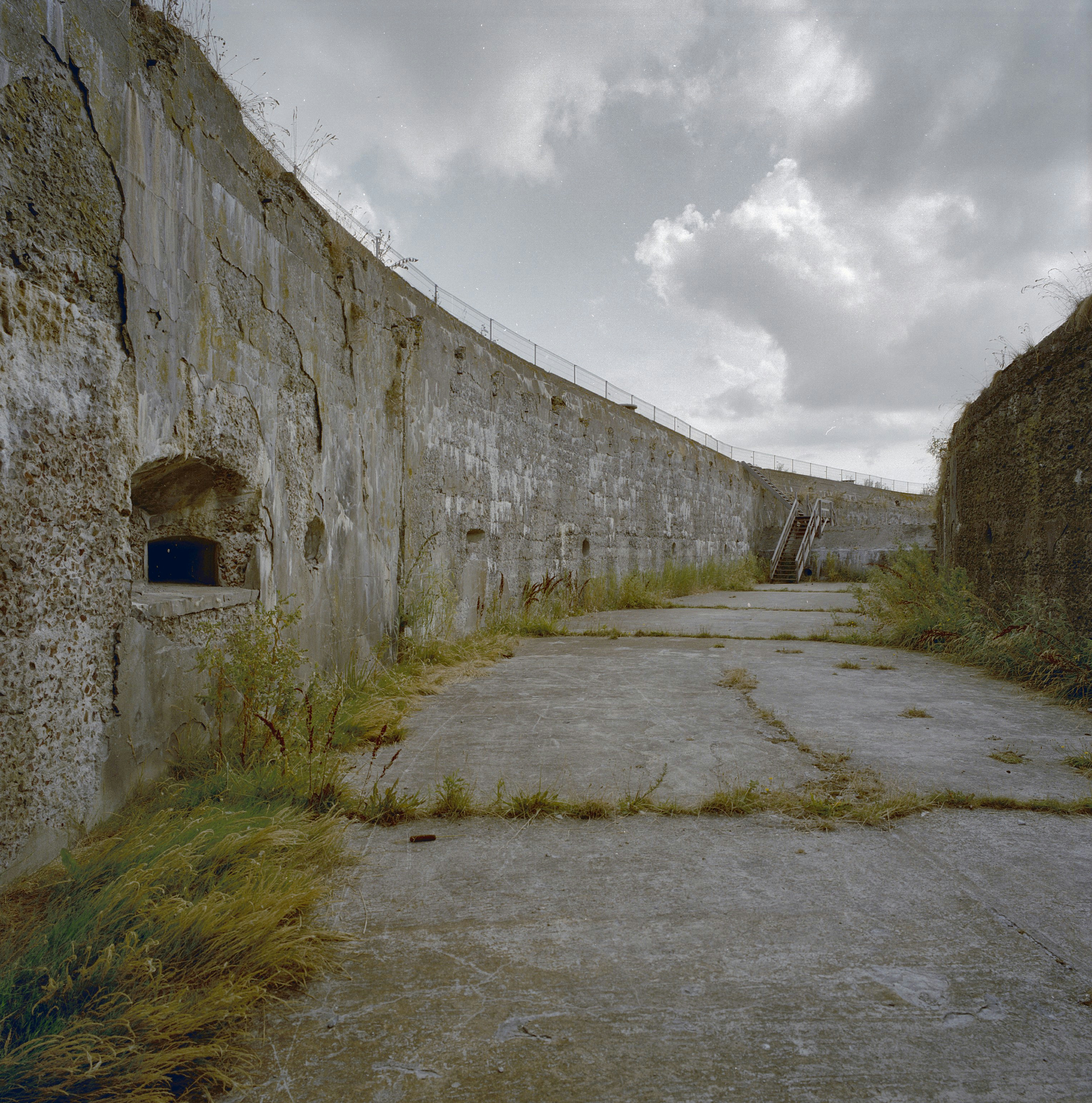
Droge gracht met beer in het Fort Pampus.

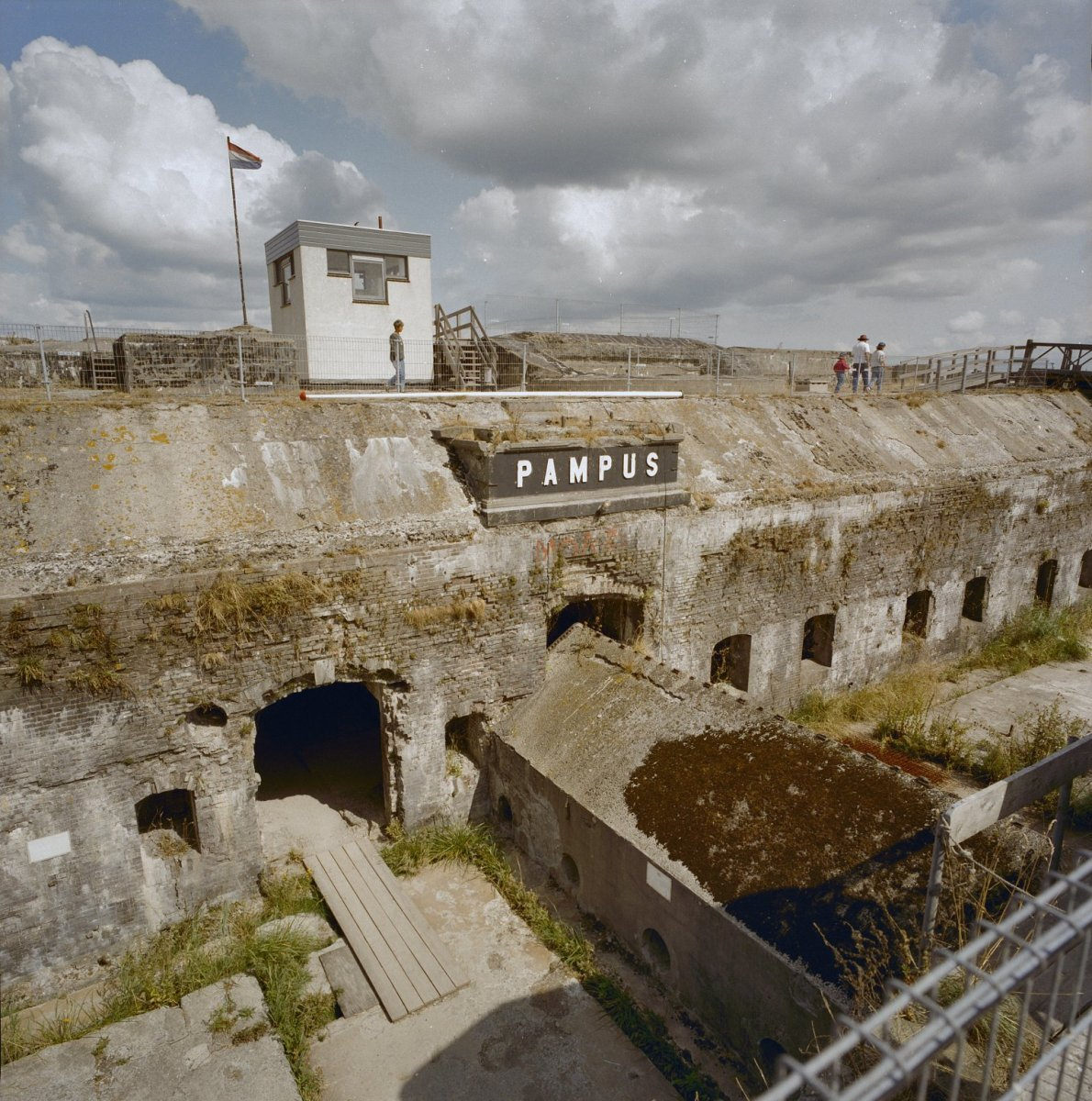
Droge gracht met beer in het Fort Pampus.

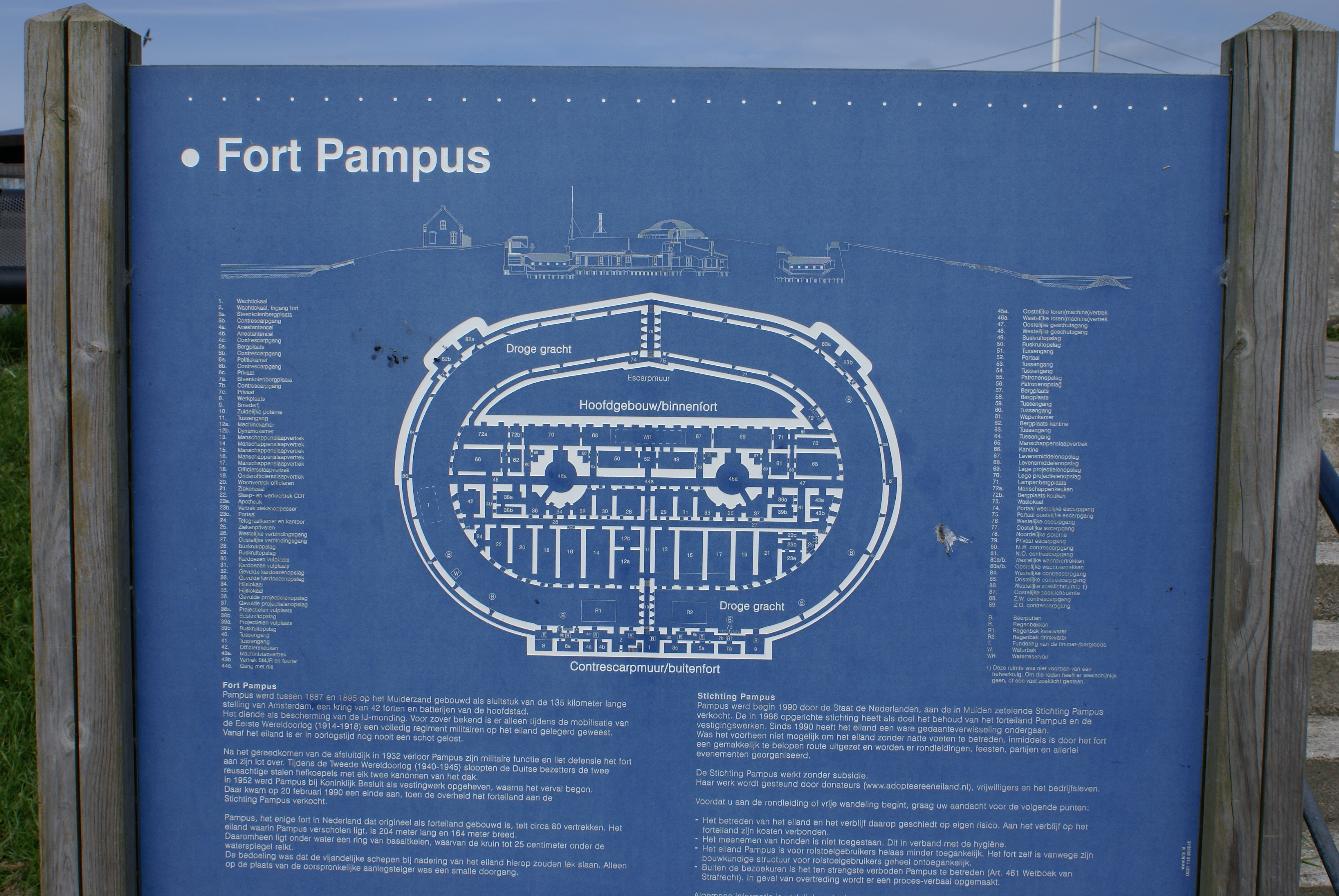
Plattegrond van Fort Pampus op een informatiepaneel.

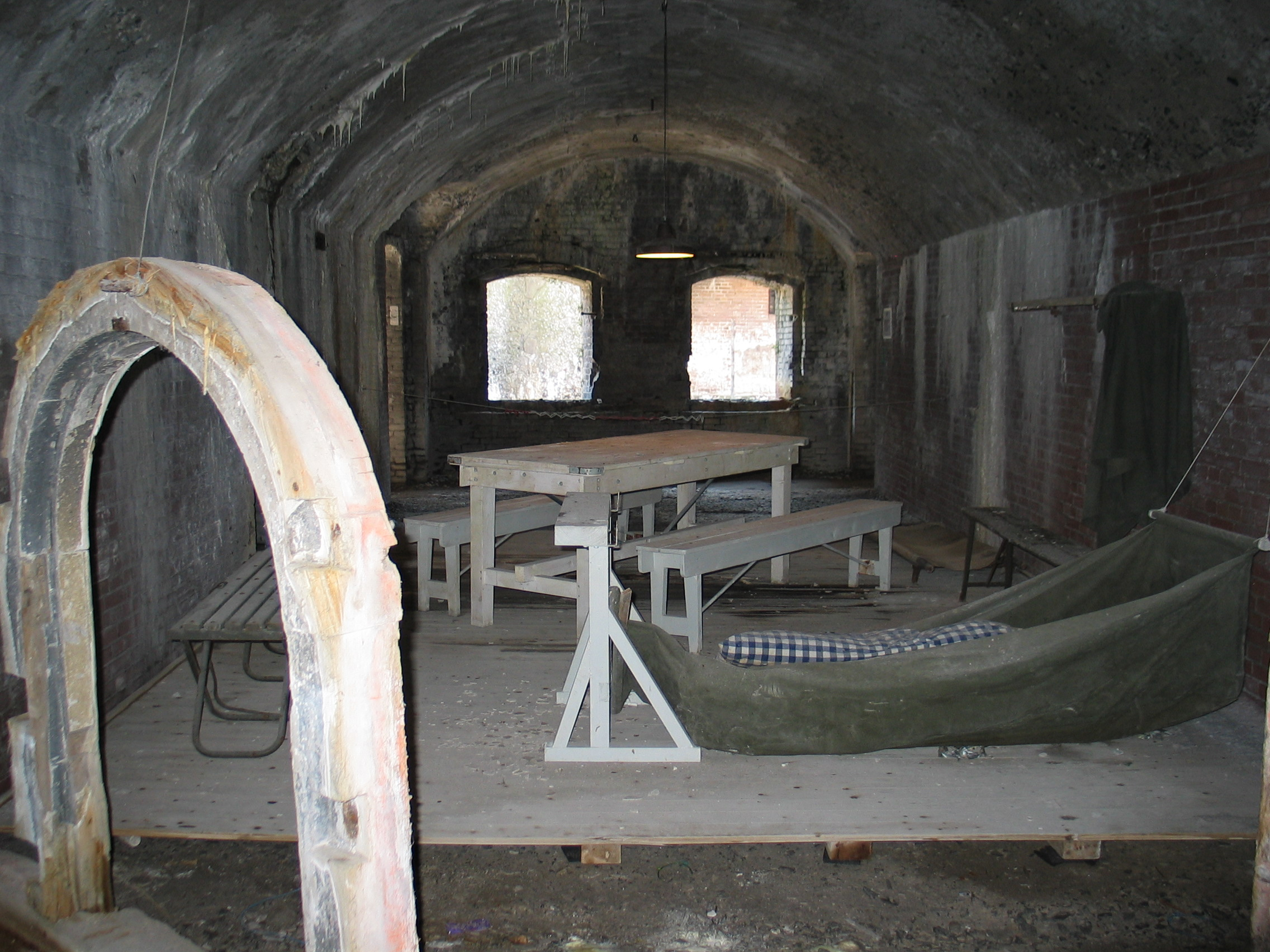
Een van de ruimten in het Fort Pampus

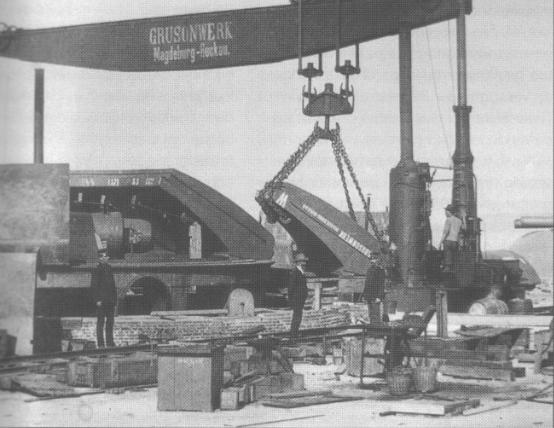
Plaatsing van de pantserkoepels van fort Pampus met behulp van een portaalkraan.

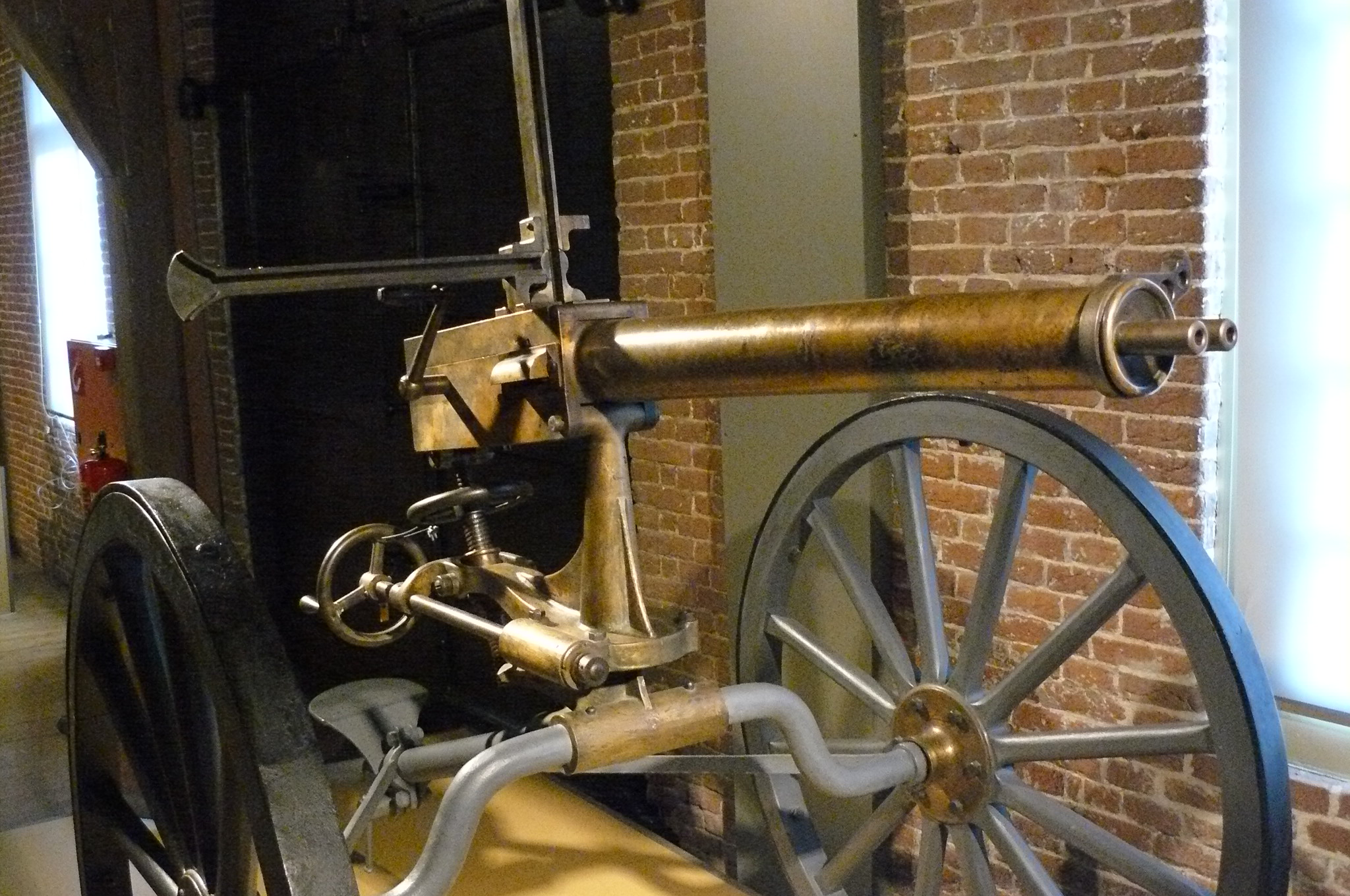
Gardner M'90 mitrailleur op wielaffuit

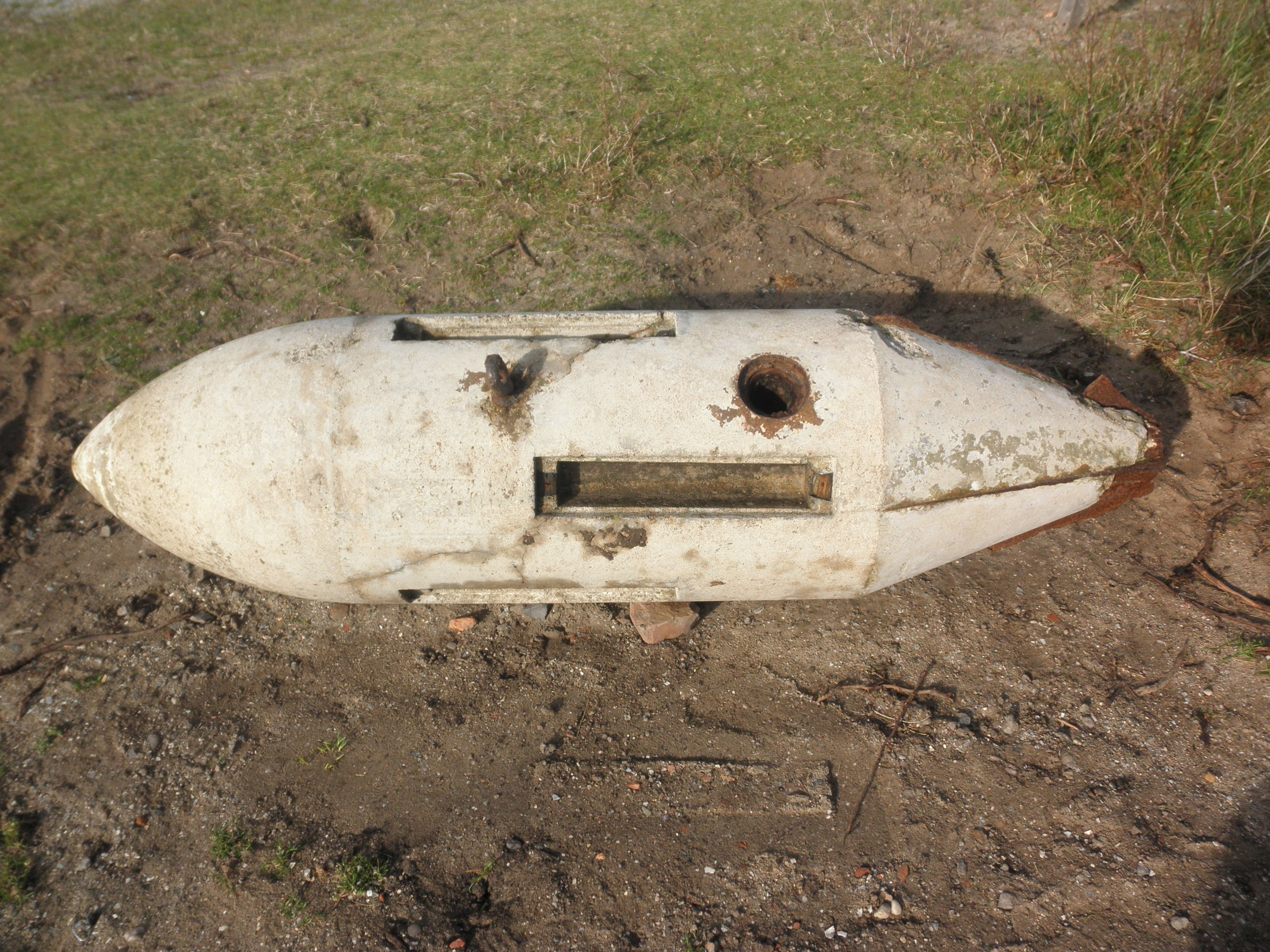
Duitse oefenbetonbom

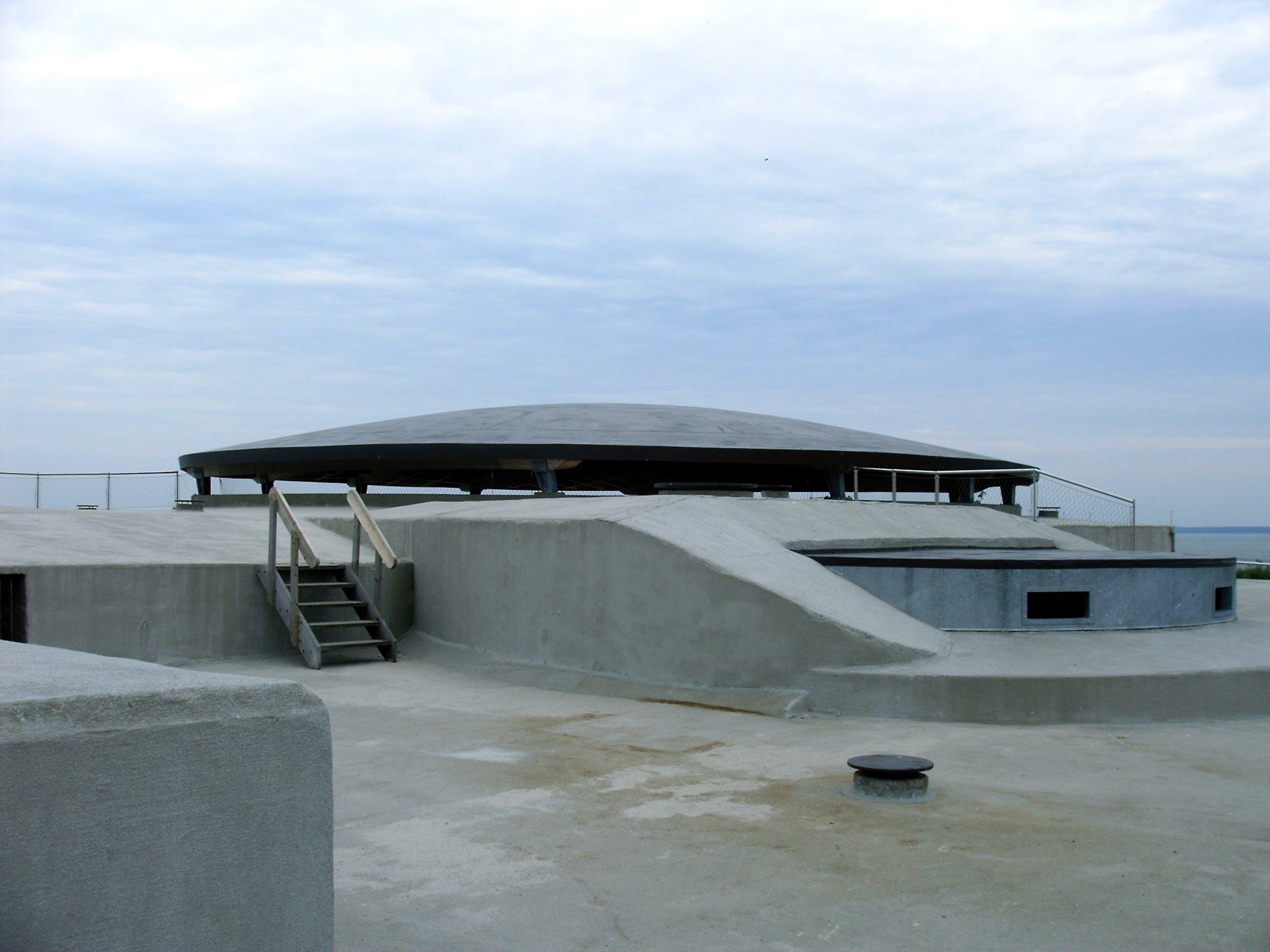
Voormalige kanontoren

Pampus (officieel Fort aan het Pampus) is een forteiland in het deel van het IJmeer dat behoort tot de gemeente Gooise Meren. Het kunstmatig eiland werd in 1887 aangelegd als onderdeel van de Stelling van Amsterdam om de vaargeul Pampus te verdedigen tegen aanvallen vanuit de Zuiderzee.

## Plannen
Na de Frans-Duitse Oorlog van 1870 was het Nederlands bestuur bevreesd voor een aanval op Amsterdam. Men bouwde rondom Amsterdam een vesting, de Stelling van Amsterdam. In 1879 deed Tweede Kamerlid jhr.mr. Jan Willem Rutgers van Rozenburg bij de behandeling van de Vestingsbegroting het eerste voorstel om op het Muiderzand, ten zuiden van Pampus een permanent fort aan te leggen. Met de batterijen ten noorden van het IJ op het Vuurtoreneiland en ten zuiden met Fort Diemerdam zou de gehele toegang tot Amsterdam worden bewaakt.

## Bouw
In 1884 ging de Minister van Oorlog akkoord met de bouw in de begroting 1885. De aanleg van het fort startte in 1887 met de aanleg van een werkplateau op de plek waar het middelpunt van het fort ging komen. De firma Kalis baggerde de modder weg tot aan de zandplaat en stortte schoon zand in de plaats. Zinkstukken, stortsteen en basaltblokken gaven het kunstmatige eiland een stevige basis.
Na enige discussie tussen Amsterdam en Muiden werd het fort op 7 april 1891 bij Koninklijk Besluit ingedeeld bij de gemeente Muiden, die later opging in de gemeente Gooise Meren. In 1893 was reeds de voor het fort bestemde 4e compagnie opgericht die behoorde tot het korps Pantserfort-Artillerie. Op 1 mei van dat jaar komt deze voor het eerst bij het garnizoen van Muiden bijeen met kapitein L.C. Dyxhoorn als commandant. Het fort werd in 1895 voltooid en op 20 augustus droeg de Minister van Oorlog het over aan de artillerie.

## Bebouwing
Het fort staat op 4.000 heipalen van 11 meter lang en de bebouwing is een combinatie van beton en gemetselde bakstenen. Het fort heeft een ovale vorm en het hoofdgebouw telt twee verdiepingen. Op de benedenverdieping bevonden zich de manschappenverblijven, keuken, wasplaatsen, twee met steenkool gestookte stoomketels en twee stoommachines van elk 20 pk, twee dynamo's, telegraaf, verpleegruimte en de magazijnen voor kardoezen, granaten en buskruit. De meeste lokalen bevonden zich aan de zuidzijde van het fort; dit was de meest veilige kant bij een eventuele vijandige aanval. Voor de eigen watervoorziening beschikte het fort over een  waterkelder, waar het opgevangen regenwater op het laagste punt bewaard werd.
Rond het hoofdgebouw ligt een 8 meter brede droge gracht. Vanuit de benedenverdieping was het hoofdgebouw verbonden met de contrescarp door middel van holle beren aan de zuid- en noordkant. De contrescarp was van beton en bevatte de arrestantenkamer, de smederij en diverse opslagplaatsen. In de gehele contrescarp was een sleutelgang; op bepaalde plaatsen kon men van hieruit de droge gracht onder vuur nemen. Boven op de contrescarp was een borstwering die dekking gaf bij de nabijverdediging van het fort. Het geheel werd door een ruim glacis beschermd.

## Bewapening
Op de bovenste verdieping bevonden zich twee draaibare pantserkoepels, uitgerust met twee Krupp-Gruson-kanonnen met kaliber 24 cm lang 35, een waarnemingskoepel en twee posities elk voor drie snelvuurkanonnen van 5,7 cm lang 25. Vier Gardner M'90 mitrailleurs op kazemataffuit voor de verdediging van de droge gracht waren in de contrescarp opgenomen. Bij een volledige bezetting zouden circa 200 militairen op het fort gelegerd zijn.
Elk groot kanon had een bemanning van 6 kanonniers en een onderofficier. Na een schot duurde het zes minuten voor het kanon klaar was voor het volgende; met vier kanonnen kon het fort iedere 1,5 minuut een granaat afvuren. De vuursnelheid was ongeveer acht minuten voor een schot. De dracht van de granaten was zo'n 7 kilometer. De granaten wogen tussen de 300 en 450 kilogram en hadden een lengte tussen de 1-1,25 meter, afhankelijk van het type granaat. De granaten en kardoezen werden met liften van de magazijnen op de benedenverdieping naar boven getakeld. De tussenverdieping was klein; onder de grote kanonnen was een groot rad geplaatst om de pantserkoepels handmatig te draaien als stoomkracht ontbrak. Verder was er een kleine commandopost die toegang had tot de waarnemingskoepel met spreekbuizen naar de relevante afdelingen op het fort.
In 1927 werden nog drie betonnen platforms aangelegd voor luchtafweerkanonnen ter verdediging van Amsterdam. In 1934 werden deze kanonnen alweer verwijderd.
Het fort is nooit voor enige oorlogshandeling gebruikt en werd in 1933, één jaar na het gereedkomen van de Afsluitdijk, gesloten.

## Tweede Wereldoorlog
Aan het begin van de Tweede Wereldoorlog heeft het fort geen rol van betekenis gespeeld bij de verdediging van Nederland.
Het Duitse leger heeft het eiland nog gebruikt als oefenobject voor duikbommenwerpers. Betonnen bommen van circa 250 kilogram werden hiervoor gebruikt. Er was een glazen staafje gevuld met chemicaliën in de open sleuven van de bom geplaatst. Het staafje brak bij de inslag met de bodem en zorgde voor een gekleurde rookwolk. De piloot kon zo zien of zijn bom bij het doel terecht was gekomen. Het leger haalde ook al het metaal weg voor de eigen wapenindustrie. De Krupp-Gruson kanonnen werden met explosieven opgeblazen en in stukken afgevoerd.
In de Hongerwinter (de winter van 1944-1945) was het erg koud en vroor het hard, waardoor het eiland over het ijs bereikbaar was. De bevolking in de omgeving haalde het hout eruit om zich warm te stoken. Het fort raakte hierdoor in verval, maar de muren van het hoofdgebouw zijn nu geconserveerd en het dak is lekdicht gemaakt.

## Naoorlogse periode
Na de Duitse capitulatie werd het eiland nog gebruikt door de mijnopruimingsdienst. Munitie die niet meer onschadelijk gemaakt kon worden, werd daar tot ontploffing gebracht. Op 9 oktober 1952 werd bij Koninklijk Besluit het fort opgeheven als vestingwerk.
Het hoofdgebouw is in 2007 gerenoveerd en van nieuwe koepels voorzien. De originele koepels waren van staal, de huidige koepels bestaan uit hout met een waterwerende laag. Het binnenfort is eind 2007 gedeeltelijk gerenoveerd en voor museale doeleinden ingericht.

## Bezoek

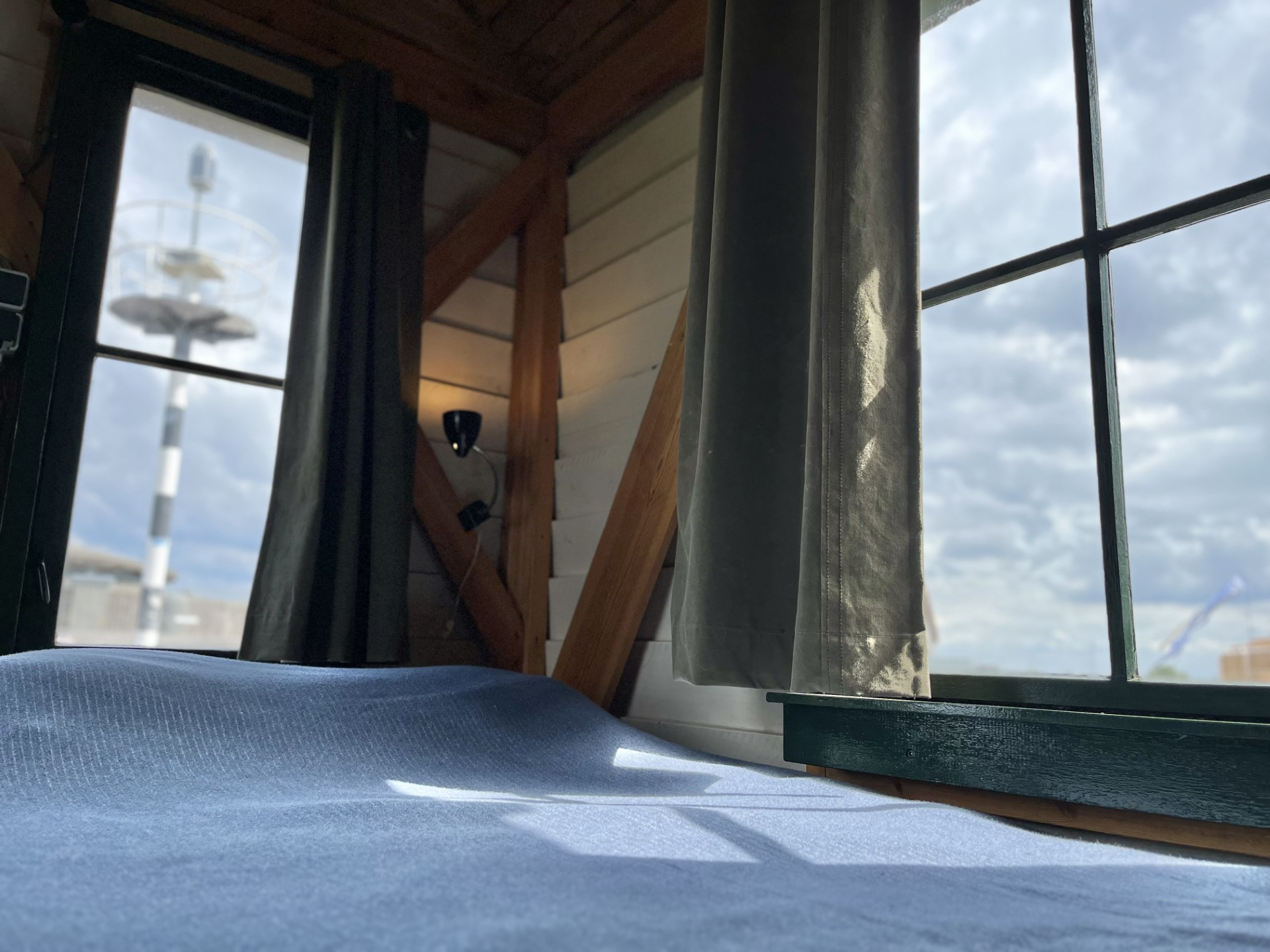
Interieur mistklokhuis op het eiland met het luchtvaartbaken Pampus in de achtergrond

Het forteiland is geopend van april tot in november. Gedurende de winter worden er werkzaamheden verricht en is het eiland gesloten voor publiek, m.u.v. speciale dineravonden (Winterlicht). Het eiland is te bereiken met een eigen veerdienst vanuit Muiden, en vanuit Almere en IJburg met de Veerdienst Amsterdam. Passanten kunnen met eigen boot aan een van de steigers afmeren gedurende de openingstijden. Als men het fort zelf wil betreden, is een toegangsprijs verschuldigd.

## Foto's

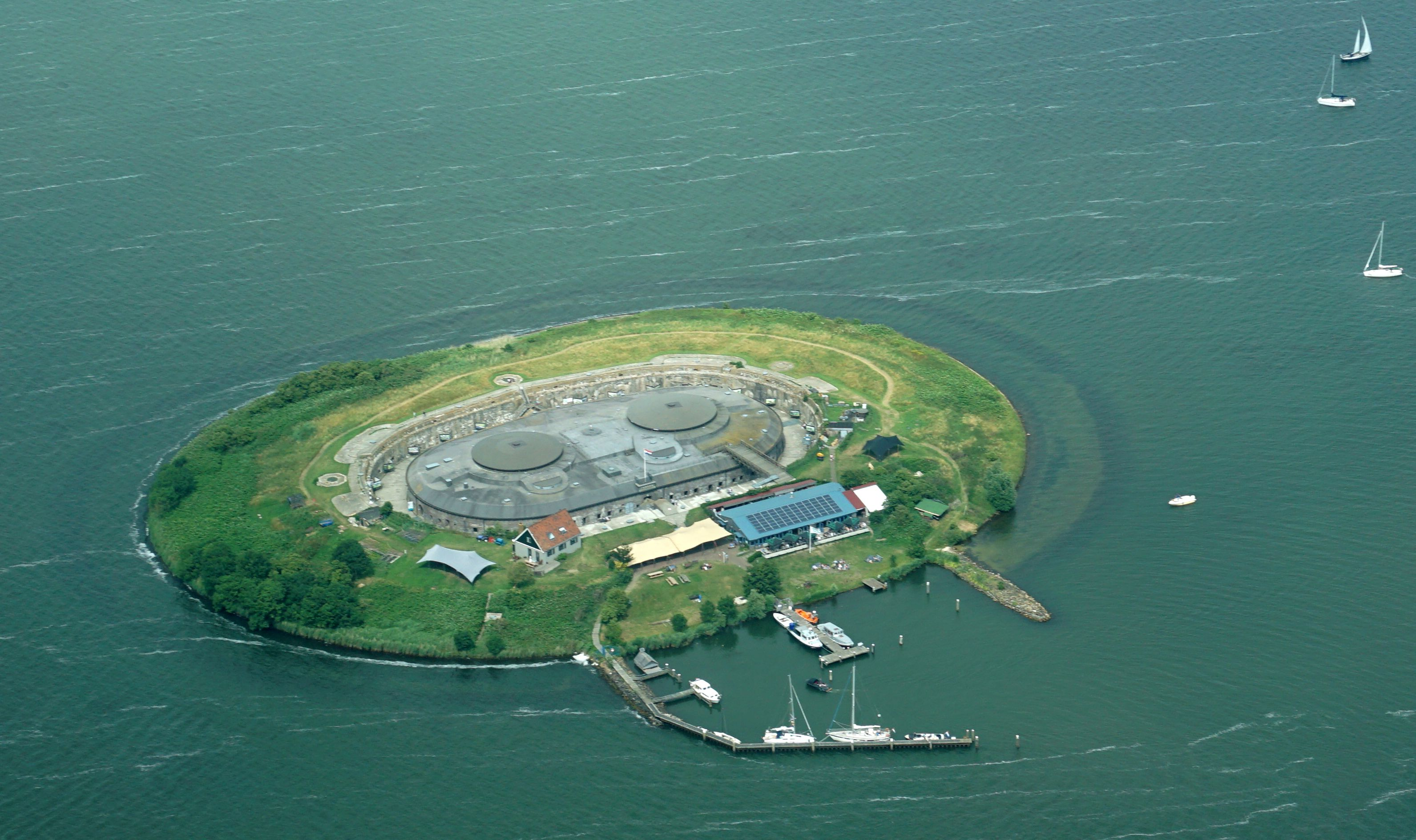
Fort Pampus 2019
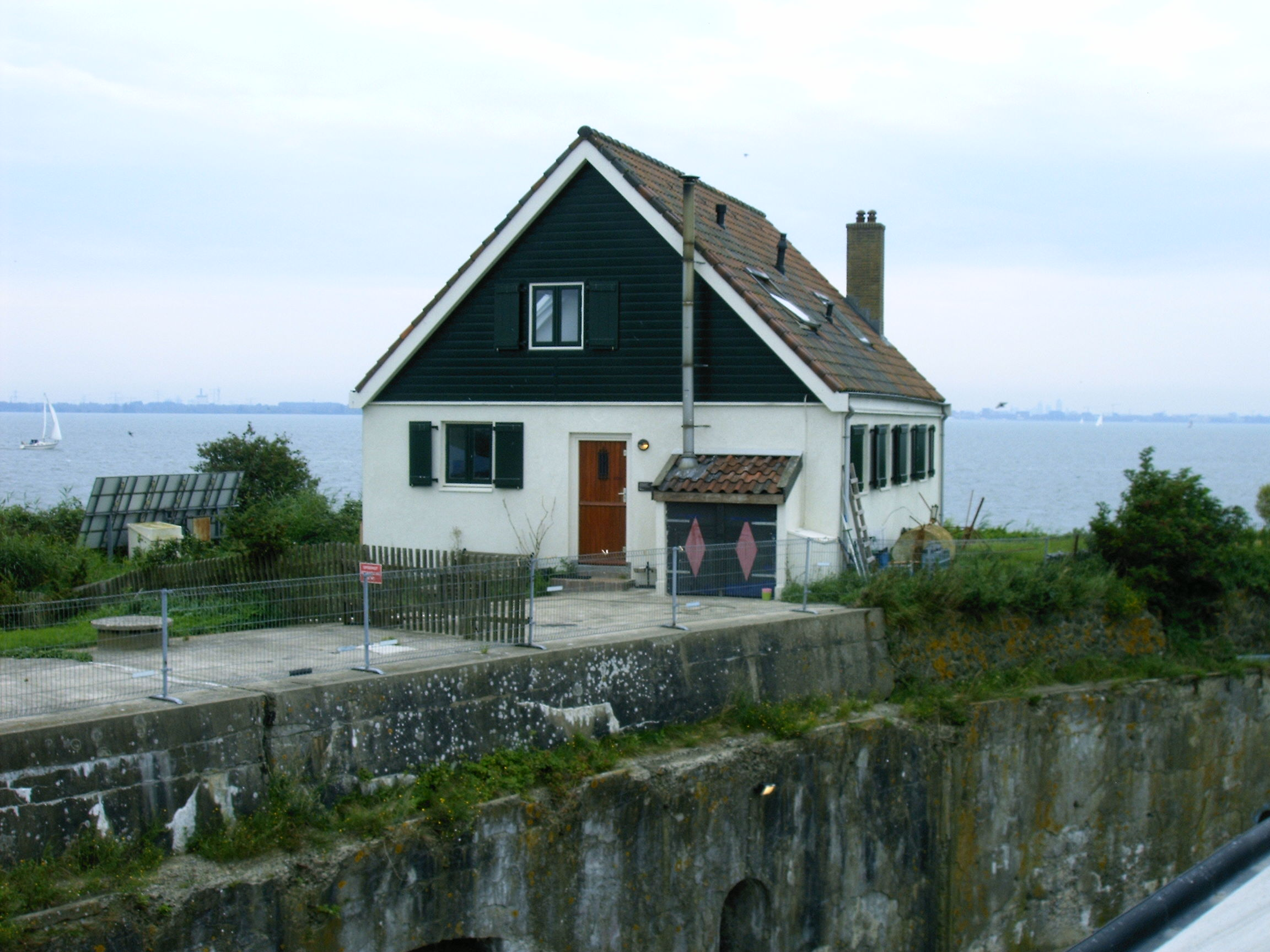
Het huis van de fortwachter
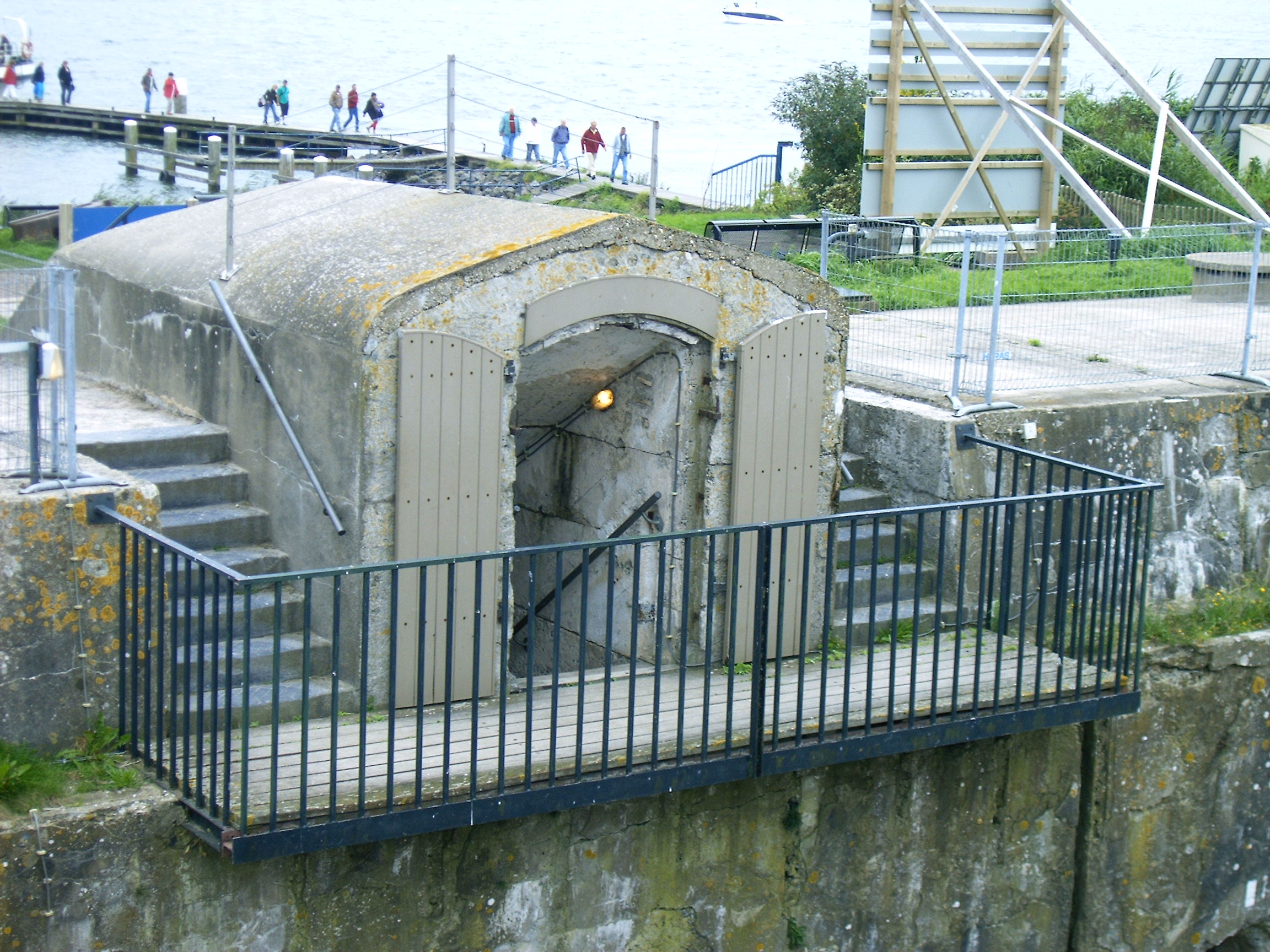
Ingang tot het fort
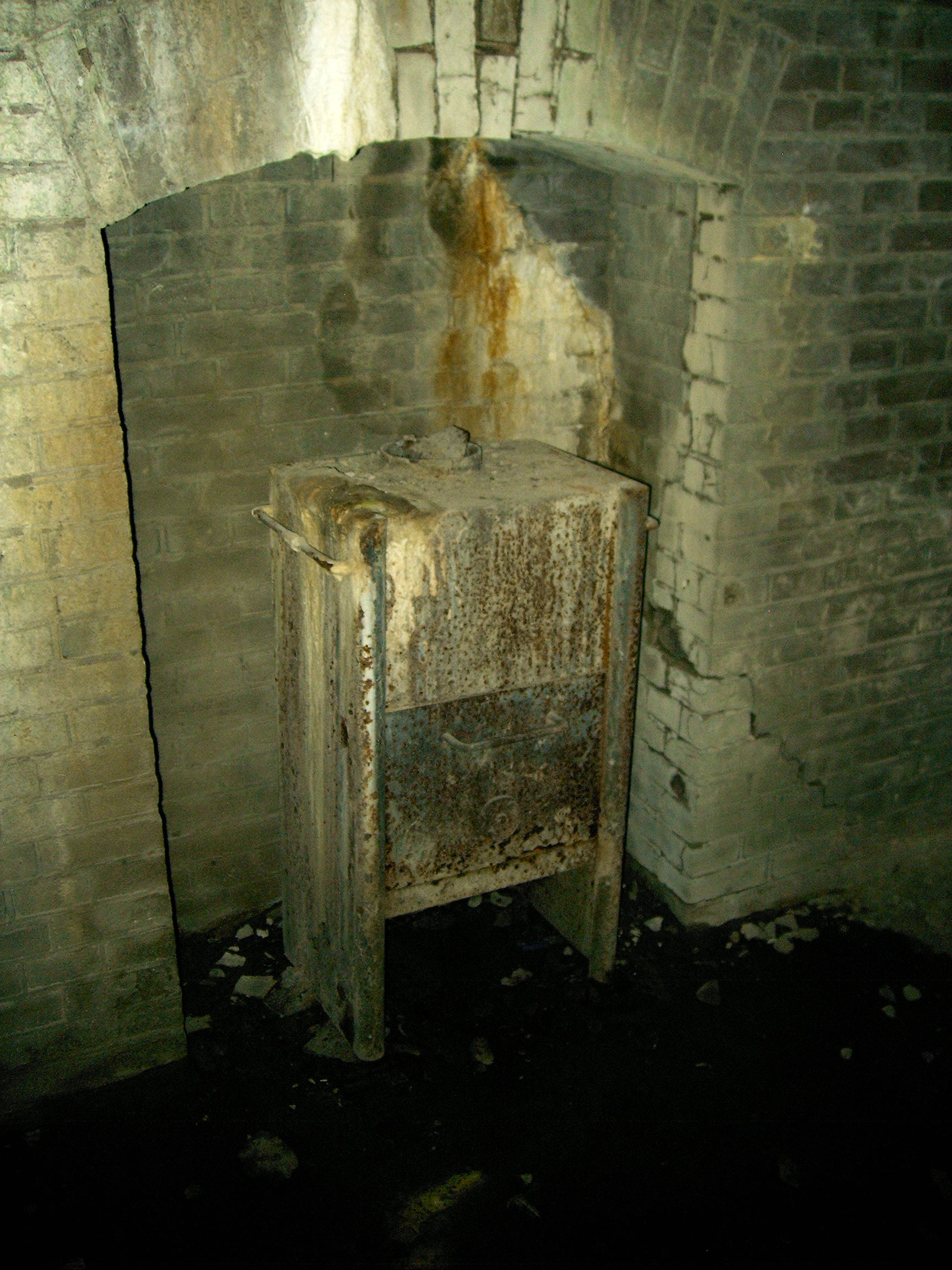
Dit is geen originele kachel uit het fort.
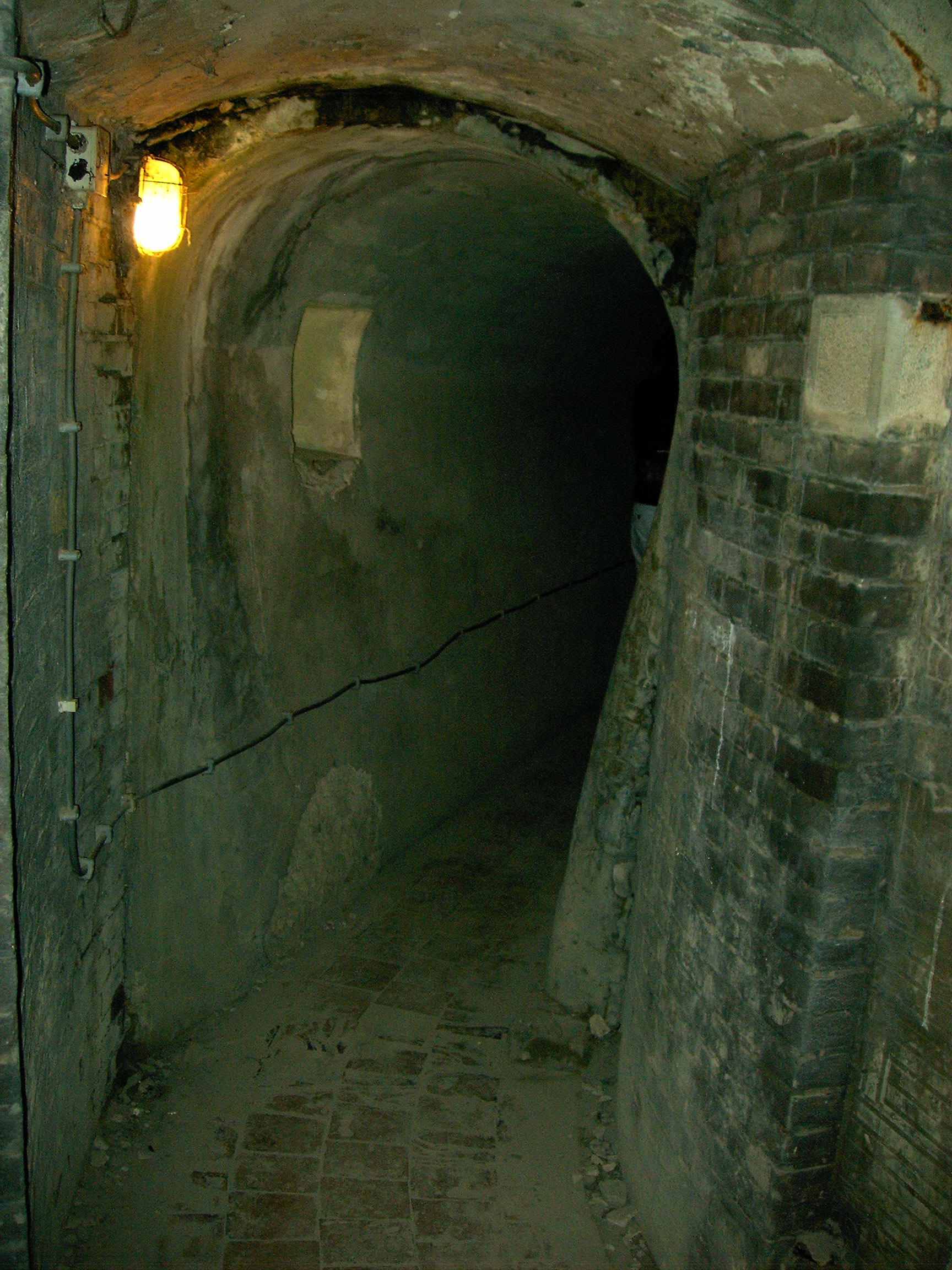
De Sleutelgang van het buitenfort
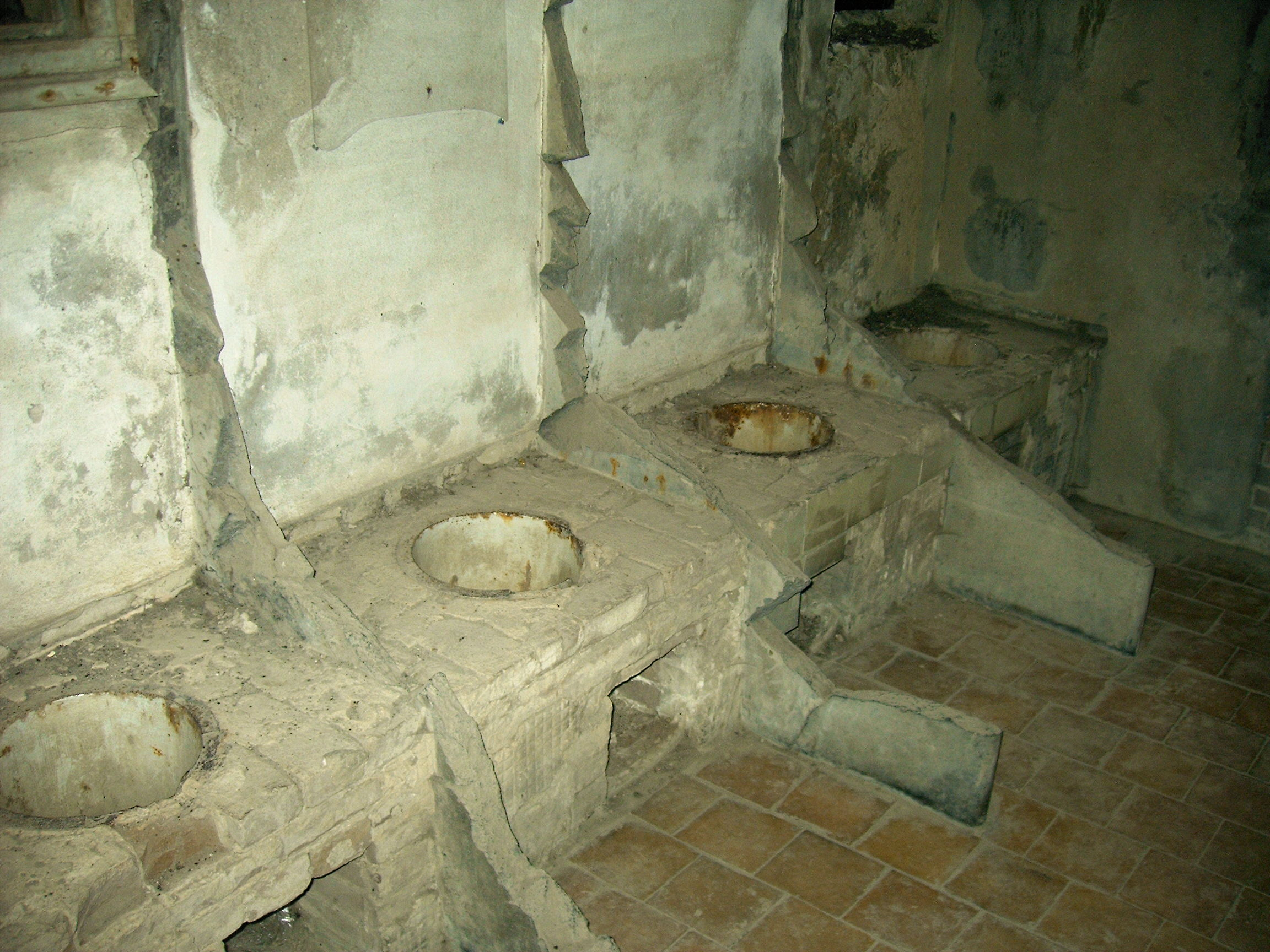
Wc in het binnenfort
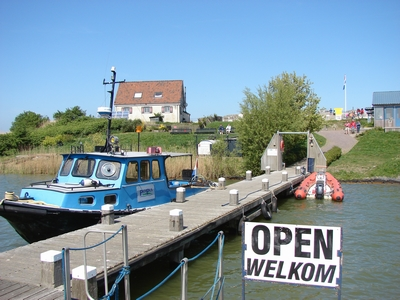
Het haventje van Pampus
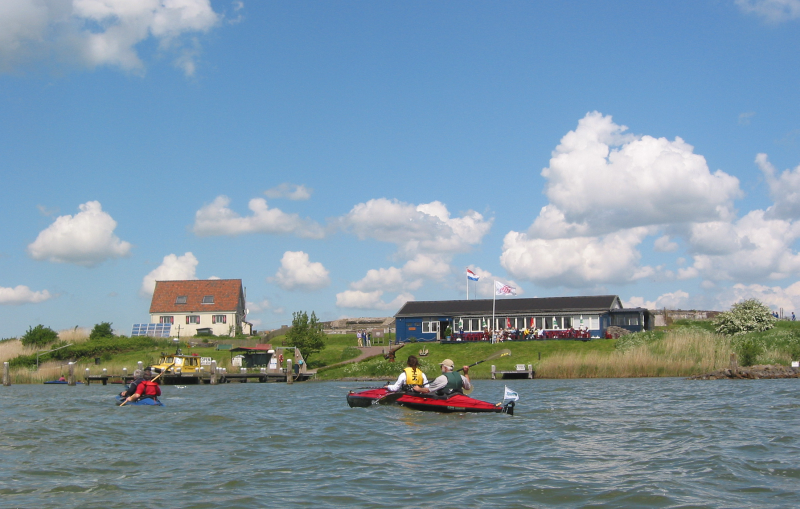
Kano's in de haven van Pampus
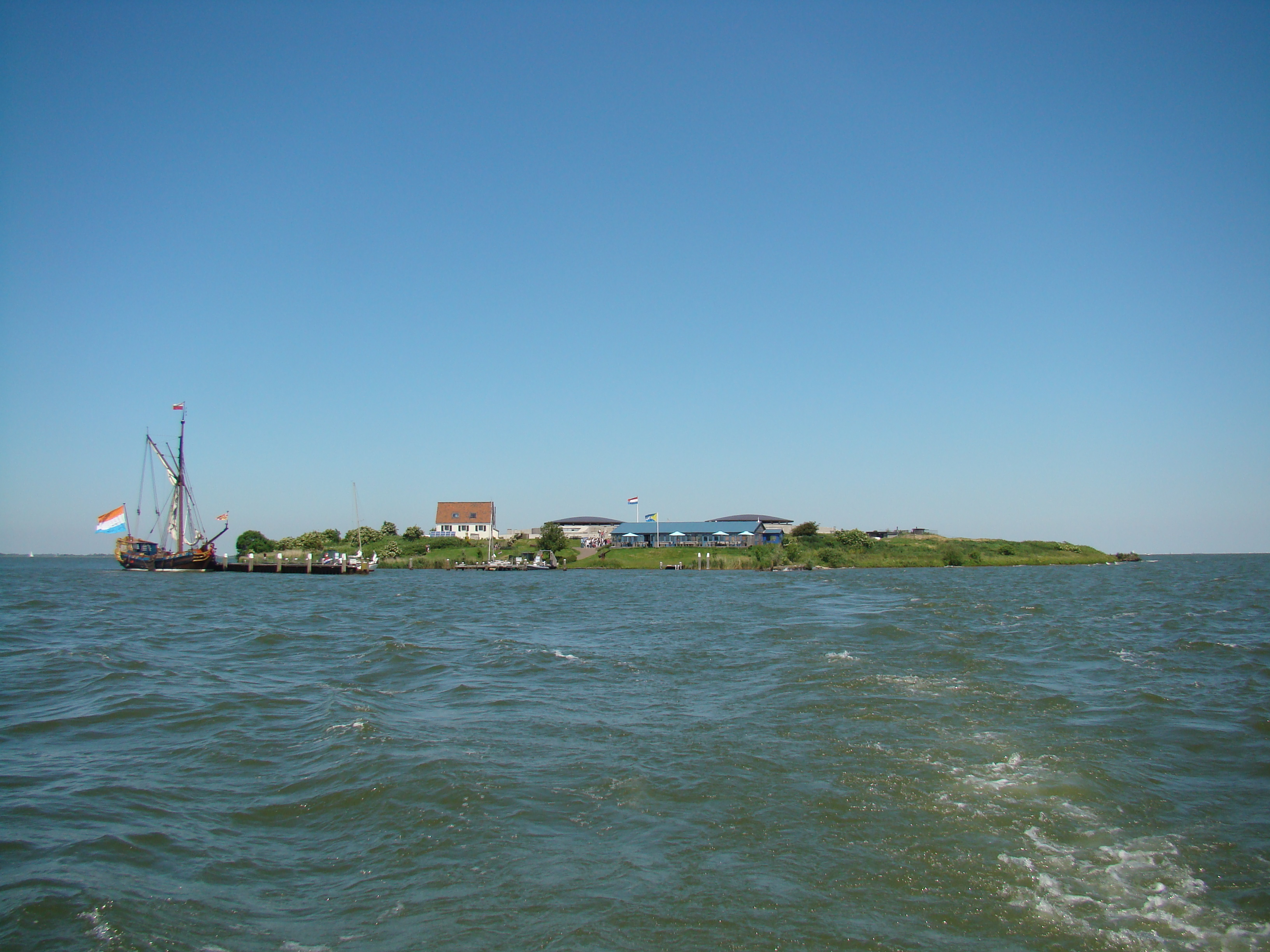
Aanzicht op Pampus
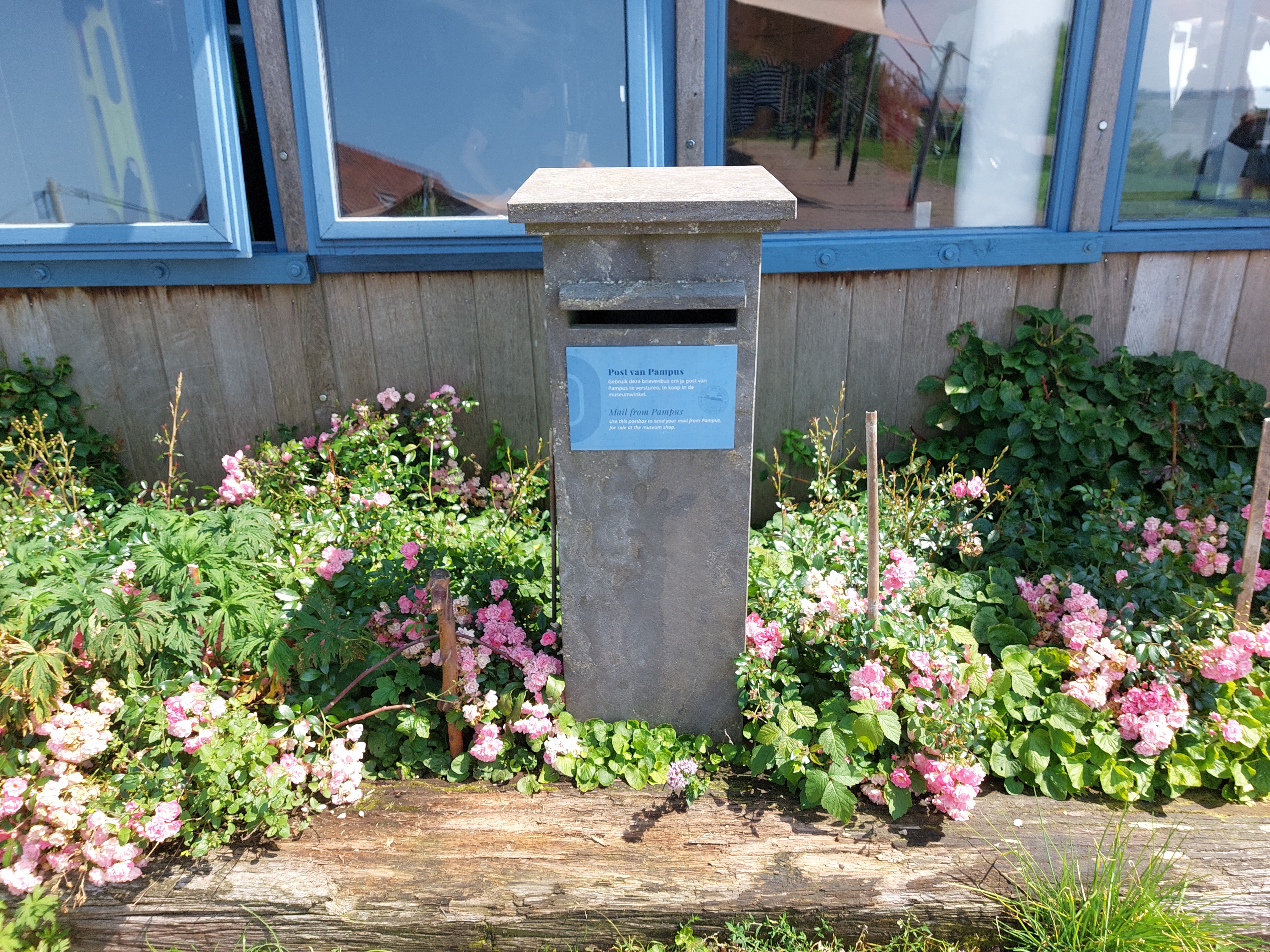
Brievenbus
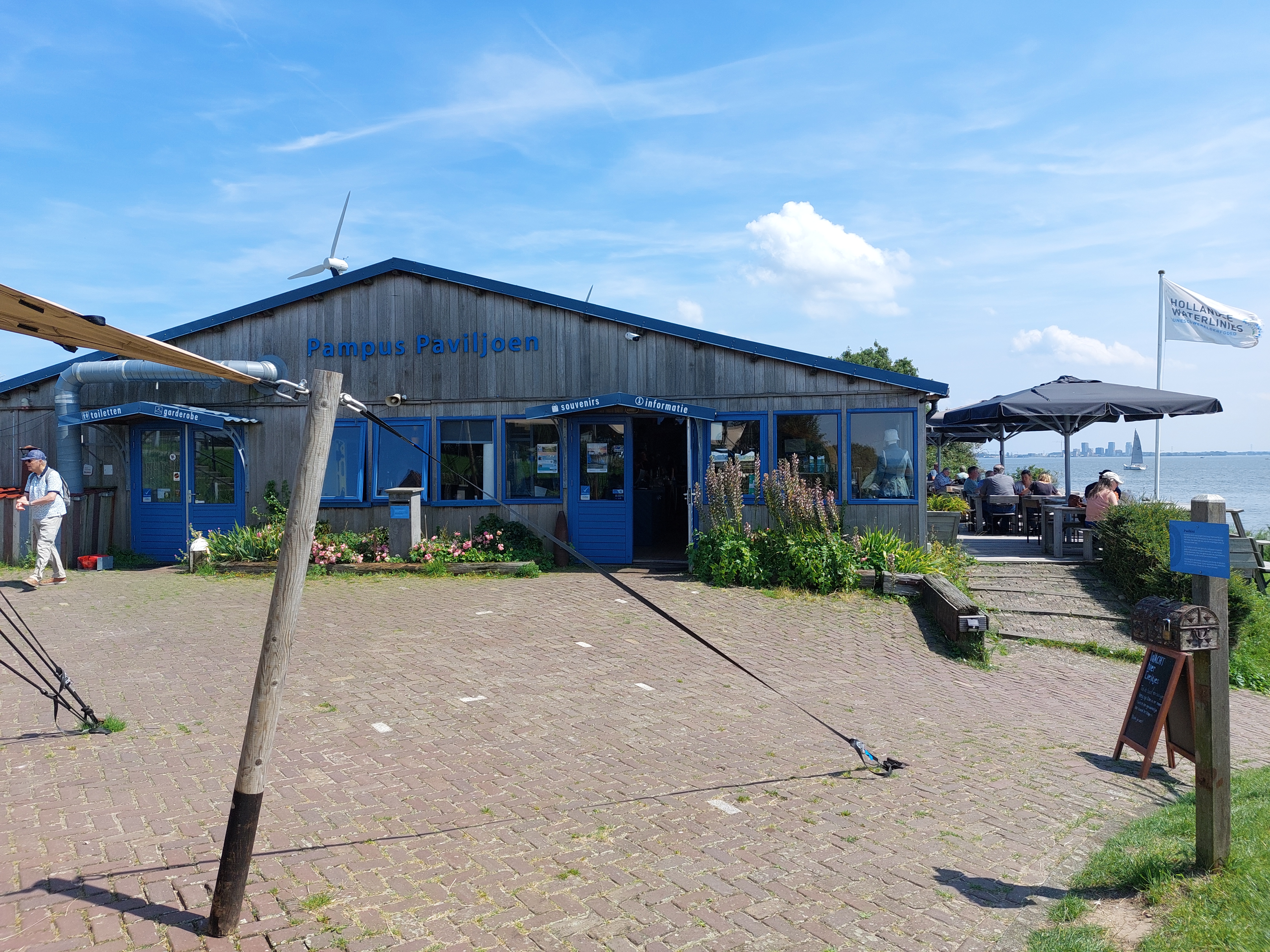
Het Paviljoen

## Wetenswaardigheden
- Naar het eiland Pampus vernoemd is het VOR-baken PAM VOR/DME dat zich nabij Muiden bevindt. Dit is een belangrijk baken voor het Nederlands vliegverkeer.[5]
- Op het eiland staat een in 2020 hersteld zogeheten Mistklokhuisje, dit gebouwtje deed vroeger oorspronkelijk dienst als klokkentoren om tijdens mist de scheepvaart te waarschuwen.[6]
- Het eiland is sinds de negentiende eeuw niet verbonden met de vaste wal voor elektriciteit, gasvoorziening en waterleiding. In oorlogstijd moest dit fort geheel zelfstandig kunnen functioneren.
- Eiland Pampus heeft sinds 2023 een eilanddichter. Tijdens het Groot Gouds Stadsdichtersgala is op 29 oktober de jongste stadsdichter van Nederland – Romy van Dongen uit Waalwijk – gekozen als Eilanddichter van Pampus.